# Tancredo Neves
Tancredo de Almeida Neves (São João del-Rei, Minas Gerais, 4 de marzo de 1910-São Paulo, 21 de abril de 1985) fue un político brasileño. Fue elegido presidente del país por vía indirecta, por medio de un colegio electoral, en 1985, pero murió a causa de una enfermedad intestinal antes de asumir el cargo.

## Biografía
Casado con Risoleta Guimarães Toletino, tuvo tres hijos. Su nieto Aécio Neves ha sido gobernador de Minas Gerais. Su sobrino, Francisco Neves Dornelles, fue ministro de Hacienda al inicio del gobierno de Sarney.

## Política
Neves inició su carrera política en el ayuntamiento de su ciudad natal en 1934, de donde logró ser elegido a la legislatura del Estado de Minas Gerais en 1947. Tres años después de ello, en 1950, fue elegido diputado en el Congreso Nacional del Brasil y en 1953 desempeñó el cargo de Ministro de Justicia del presidente Getúlio Vargas en su segundo mandato.

## Primer ministro de Brasil (1961-1962)
En septiembre del año 1961 Neves fue designado primer ministro del presidente João Goulart, puesto que desempeñó hasta julio de 1962.
Tras triunfar el golpe de Estado de 1964, Neves se unió a la oposición del Movimiento Democrático Brasileño y participando en tal militancia fue elegido senador en 1978 y luego gobernador del Estado de Minas Gerais en 1982. Fundó en 1979 el Partido Popular, incorporándose en 1982 al Partido del Movimiento Democrático Brasileño.
Durante su desempeño como gobernador de Minas Gerais, Neves se unió en 1984 al movimiento "¡Directas Ya!" (Diretas Já! en portugués) abogando por elecciones presidenciales directas para la Presidencia de Brasil, eliminando con esto la tutela ejercida desde el golpe de 1964 por las Fuerzas Armadas sobre el Congreso de Brasil para efectos de realizar dicha elección.

## Elecciones presidenciales de 1985
A finales de 1984 fue convocada la primera elección indirecta donde solamente tenían candidatos civiles para presidente de Brasil desde el golpe militar de 1964. En tal circunstancia, Tancredo Neves fue propuesto por una alianza entre varios partidos opositores al régimen, con el apoyo de Ulysses Guimarães (la figura más importante en el periodo de democratización del país). 
Teniendo como candidato a la vicepresidencia a José Sarney, la coalición opositora dirigida por Neves terminó venciendo en las elecciones legislativas del 15 de enero de 1985, por 480 votos contra 180 del candidato oficialista Paulo Maluf.

## Muerte
Tras someterse a siete intervenciones quirúrgicas en el espacio de 40 días, falleció el 21 de abril de 1985 sin poder asumir la presidencia.
Sin embargo, el 21 de abril de 1986, el Congreso brasileño sancionó la ley N.º 7.465 que determinó que Neves fuese considerado oficialmente Presidente de Brasil y figurase en la galería de quienes fuesen ungidos por la nación brasileña para la Suprema Magistratura, para todos los efectos legales.
Su nieto Aécio Neves fue dos veces gobernador del Estado de Minas Gerais (2003-2010) y senador de la república. Además logró la candidatura a presidente por el PSDB, en el 2014, obteniendo el segundo lugar en la primera vuelta electoral con el 33,55 % de los votos, detrás de Dilma Rousseff, que obtuvo 41,59 % de los sufragios. En la segunda vuelta enfrentó a Rousseff y fue derrotado con el 48,36 %, ante el 51,64 % que cosechó su rival.

## Homenaje
Tras su repentino fallecimiento el 21 de abril de 1985, a pocos días de asumir su mandato como presidente de Brasil, el 29 de noviembre del mismo año tuvo lugar la inauguración del puente internacional entre las ciudades de Puerto Iguazú en Argentina y Foz do Iguaçú en Brasil, el cual y de común acuerdo entre los entonces presidentes Raúl Alfonsín de Argentina y José Sarney de Brasil, fue bautizado Tancredo Neves, en homenaje al fallecido ex primer ministro y primer presidente democrático electo tras el fin de la dictadura de 1964.